# Los Guayos (khu tự quản)
Los Guayos là một khu tự quản thuộc bang Carabobo, Venezuela. Thủ phủ của khu tự quản Los Guayos đóng tại Los Guayos. Khự tự quản Los Guayos có diện tích 64 km2, dân số theo điều tra dân số ngày 21 tháng 10 năm 2001 là 130345 người.